# 莫吉拉市鎮

莫吉拉市镇在北马其顿的位置

莫吉拉市镇是北马其顿的一個市镇。該市镇西北面是代米尔希萨尔市镇，北接克鲁舍沃市镇和克里沃加什塔尼市镇，東北面是普里萊普市鎮，東南面是诺瓦齐市镇，西南面是比托拉市镇，總面積255.62平方公里，2002年人口6,710。 

## 外部連結
- 官方网站  （馬其頓文）